# Zelimkhan Khadjiev
Zelimkhan Khadjiev, né le 20 mai 1994 à Solnetchnoïe (Daghestan), est un lutteur libre français d'origine tchétchène.

## Biographie
Zelimkhan Khadjiev est un athlète olympique né d'un père vétérinaire et d'une mère institutrice. Sa famille tchétchène fuit le Daghestan alors qu'il a dix ans et rejoint Nice où se trouve une famille tchétchène qui les héberge.
Il commence la lutte à l'âge de sept ans. Médaillé de bronze aux Championnats d'Europe junior en 2013, il est sacré champion du monde junior en moins de 74 kg le 9 août 2014 à Zagreb.
Il se qualifie pour les Jeux olympiques d'été de 2016 en terminant cinquième aux Championnats du monde de lutte 2015.
Le 6 mai 2018, il remporte la médaille d'argent en lutte libre lors des Championnats d'Europe 2018 disputés à Kaspiysk, en Russie.
En avril 2019, il remporte encore une fois la médaille d’argent lors des Championnats d'Europe de lutte 2019, en perdant contre l’Italien Frank Chamizo.

### Suspension pour dopage
En septembre 2019, lors des  Championnats du monde 2019, il est contrôlé positif à la trimétazidine ce qui lui vaut d'être disqualifié et de perdre le bénéfice de sa médaille de bronze.
Il reconnait la prise du produit mais réfute son caractère dopant malgré sa présence sur les listes de l' Agence mondiale antidopage. Le 6 juillet 2020, il est suspendu 4 ans par la Fédération internationale des luttes associées, une sanction confirmée par le Tribunal arbitral du sport le 6 mai 2021.

## Palmarès

### Championnats du monde
- Médaille de bronze dans la catégorie des moins de 74 kg en 2019 à Noursoultan[7]

### Championnats d'Europe
- Médaille d'argent dans la catégorie des moins de 74 kg en 2019 à Budapest
- Médaille d'argent dans la catégorie des moins de 74 kg en 2018 à Kaspiisk

### Jeux de la Francophonie
- Médaille d'or dans la catégorie des moins de 74 kg en 2013 à Nice

### Championnats du monde juniors
- Médaille d'or dans la catégorie des moins de 74 kg en 2014 à Zagreb

### Championnats d'Europe des moins de 23 ans
- Médaille d'argent dans la catégorie des moins de 74 kg en 2017 à Szombathely

### Championnats d'Europe juniors
- Médaille de bronze dans la catégorie des moins de 74 kg en 2013 à Skopje

### Championnats d'Europe cadets
- Médaille de bronze dans la catégorie des moins de 58 kg en 2010 à Sarajevo